# Psychotria merrillii
Psychotria merrillii är en måreväxtart som beskrevs av Ryozo Kanehira. Psychotria merrillii ingår i släktet Psychotria och familjen måreväxter.

## Underarter
Arten delas in i följande underarter:
- P. m. merrillii
- P. m. polyneura